# ویندلی
ویندلی (به انگلیسی: Windley) یک روستا و محله مدنی در بریتانیا است که در دره امبر واقع شده‌است. ویندلی ۱۴۸ نفر جمعیت دارد.